# Kensington Palace
|  | for anden brug af navnet Kensington, se Kensington. |
Kensington Palace er et kongeligt slot i Kensington Gardens i Kensington and Chelsea i London, England. 
Slottet har været anvendt som residens for den britiske kongefamilie siden det 17. århundrede. I dag er det hjem for Hertugen og Hertuginden af Gloucester , Hertugen og Hertuginden af Kent samt Prinsen og Prinsessen af Kent . 
Bygningen er fra 1600-tallet og blev opført til Vilhelm den 3. og hans hustru.
Fra 1981 til 1997 var Kensington Palace Prinsesse Diana af Wales' officielle residens. I øjeblikket huser slottet en udstilling om prinsessen.